# 74-пушечный линейный корабль

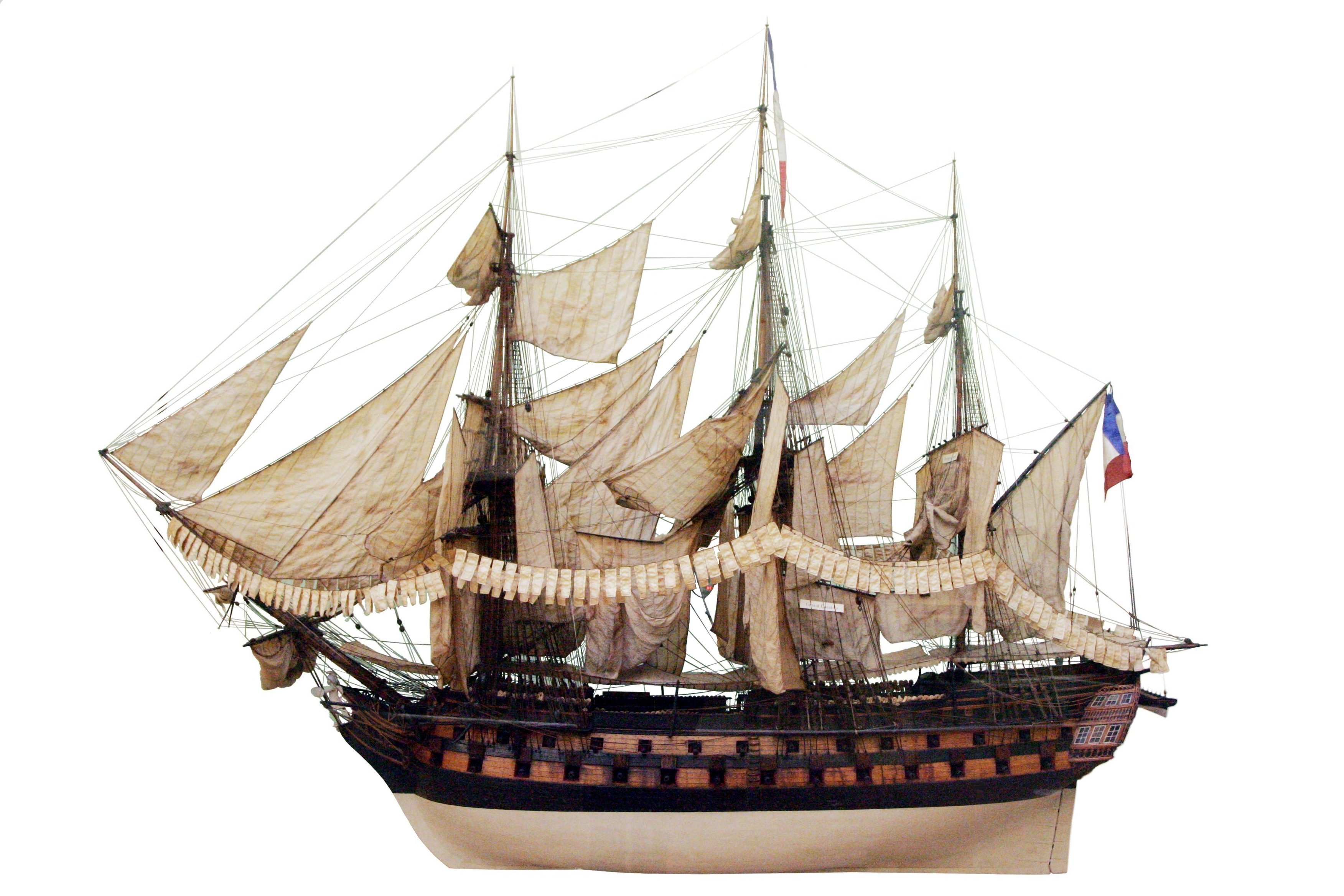
Модель французского 74-пушечного линейного корабля Achille

74-пушечный линейный корабль — тип двухдечного парусного линейного корабля; был разработан во Франции в середине XVIII века и оказался настолько удачным, что стал основой линейных флотов крупнейших держав (Франции, Великобритании, России) со второй половины XVIII века и вплоть до окончательного схода военных парусников со сцены.

## Особенности конструкции и история

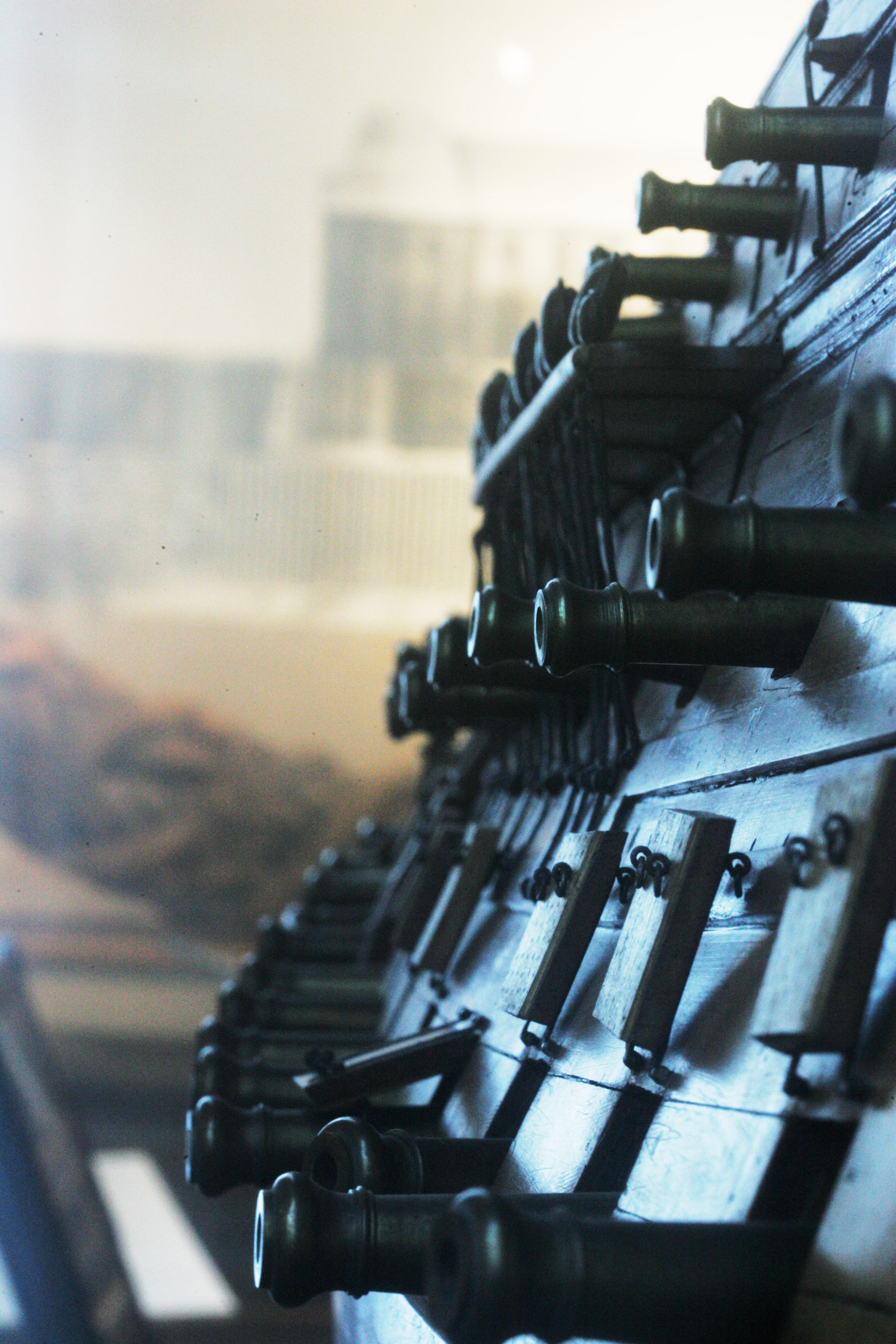
Батарея французского линейного корабля, 1755 г.

На гондеке эти корабли несли 32-фунтовые или 36-фунтовые пушки — самые тяжёлые корабельные орудия своего времени, и по этому показателю могли сравниться только с более крупными кораблями.
В то же время, благодаря длинному корпусу и удачному парусному вооружению, их скорость и манёвренность оставались весьма высокими: «Крепость и величина делают их удобными к сильному сражению и к поспешным действиям. Они предпочитаются для проведения войны в отдалённых местах, по сути крепкие и лучшие линейные корабли».
Из недостатков самый очевидный — гораздо бо́льшая стоимость постройки по сравнению с ранними двухдечными кораблями.
Кроме того, длина корпуса — порой до 55 метров — была на пределе тогдашних возможностей деревянного кораблестроения. Со временем столь длинный корпус терял прочность; более крупные корабли были лишены такого недостатка за счёт более высоких бортов.
Также, для этих кораблей требовался довольно большой экипаж: обычно от 700 до 750 человек.
После окончания наполеоновских войн прогресс в кораблестроении позволил разработать более крупные двухдечные линкоры, которые несли до 90 орудий, и при этом были лишены недостатков, касающихся прочности корпуса.
Однако и после этого проверенные временем 74-пушечные корабли остаются основой флота: последние из них (во Франции) вступали в строй ещё в начале 1860-х.
Последний из сохранившихся кораблей этого класса, британский Implacable (бывший французский Duguay-Trouin, спущенный на воду в 1800 году), умудрился пережить обе мировых войны; неоднократно выдвигались варианты сохранения и реставрации уникального корабля. Однако из-за тяжёлого послевоенного положения ни Великобритания, ни Франция не нашли средств на реконструкцию (по мнению британских корабелов, требовалось не менее 200 тысяч фунтов), и корпус был затоплен в 1949 году.

## Франция

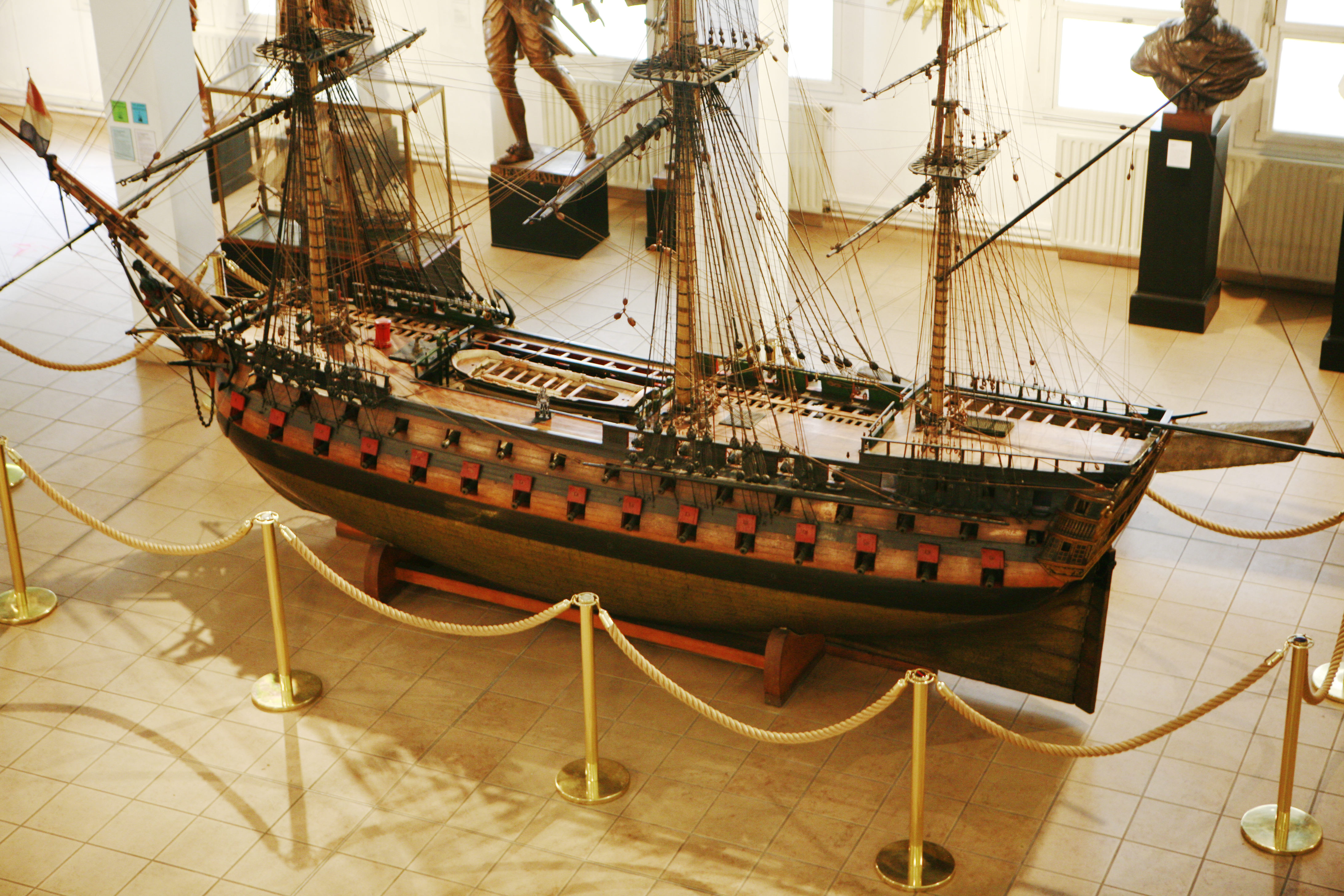
Модель линейного корабля Duquesne, класса Téméraire; Национальный военно-морской музей в Тулоне.

Появление «классических» 74-пушечных кораблей — как исключительно удачного компромисса между более лёгкими и тяжёлыми типами — относят к 1740-м годам и связывают с именем Жан-Фредерика де Морепа — морского министра французского короля Людовика XV. Именно ему приписывают идею постройки сравнительно небольшого корабля, но вооружённого самыми мощными из имеющихся орудий.
Первым из них считается Terrible, спущенный на воду в 1737 году.
Такой мощный и манёвренный корабль как нельзя лучше соответствовал разработанной Морепа концепции сопровождения торговых караванов военными кораблями.
В начале 1780-х французы начинают строительство линкоров класса Téméraire. Его называют самой крупной в истории серией парусных линкоров, построенных по одному проекту: с 1782 по 1862 годы на воду было спущено 107 таких кораблей (из 120 запланированных). Последние из них вступали в строй в начале 1860-х годов.
Французы строили «малые» и «большие» 74-пушечные корабли; различались они прежде всего длиной по ватерлинии: 50-52 м «малые» и до 55 м «большие».

## Великобритания

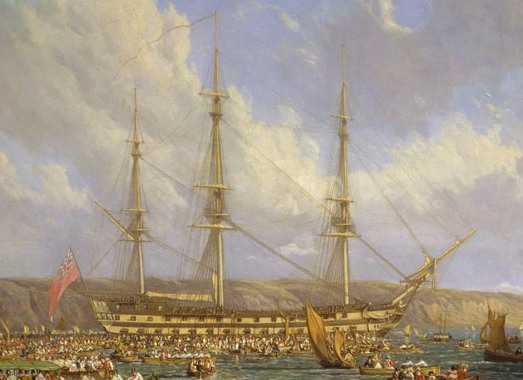
Bellerophon с Наполеоном на борту входит в гавань Плимута.

В ходе войны за австрийской наследство англичане захватили несколько новейших французских линейных кораблей; так, первенец класса, Terrible, достался Королевскому флоту после второй битвы у мыса Финистерре.
Эти мощные корабли произвели сильное впечатление на английских моряков, особенно в сравнении с собственными, гораздо меньшими, 70-пушечными кораблями. Поэтому постройку таких парусников, основанных на французской конструкции, в Великобритании начали уже во второй половине 1750-х годов.
Согласно британской классификации, эти корабли относились к третьему рангу.
Самый известный из британских 74-пушечных кораблей — «Беллерофон». 15 июля 1815 года Наполеон прибыл на борт этого линкора, чтобы сдаться англичанам и тем самым завершить эпоху наполеоновских войн.

## Россия

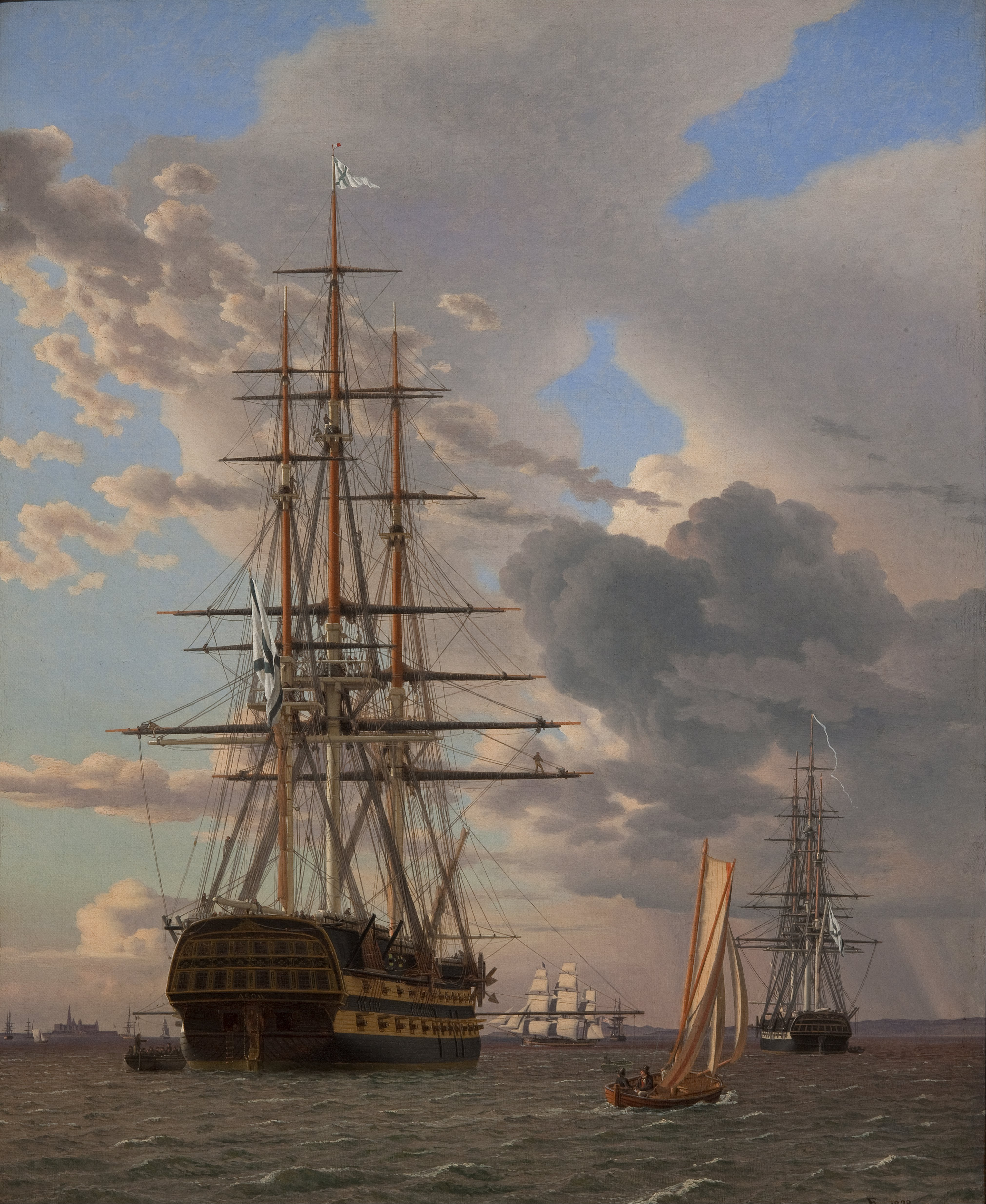
Русский линейный корабль «Азов» и фрегат на якоре на рейде Эльсинора; К. В. Эккерсберг, 1828

В середине XVIII века основным типом линейного корабля в России был 66-пушечный. Однако уже с начала 1770-х годов на Балтике, а в 1790-х годах — и на Чёрном море входят в строй 74-пушечные корабли нового типа.
С первых десятилетий XIX века в России, как и в других крупных морских державах Европы, они занимают место самого массового типа линкоров. Впрочем, уже с 1820-х годов на Чёрном море их постепенно вытесняют новейшие 84-пушечные.
Характерной особенностью российских 74-пушечных линкоров было то, что очень часто они фактически несли больше пушек — до 86 в некоторых случаях.
Особенно ярко это проявилось в кораблях поздней постройки, созданных на Соломбальской верфи под руководством генерал-майора Корпуса корабельных инженеров А. М. Курочкина.
Среди них — и один из самых знаменитых русских парусных линкоров, «Азов» — первый российский корабль, удостоенный Георгиевского флага.
Последние российские корабли такого типа были достроены в начале 1850-х годов.